# Paradise – Ein Mann, ein Colt, vier Kinder
Paradise – Ein Mann, ein Colt, vier Kinder (Originaltitel: Paradise, ab der dritten Staffel: Guns of Paradise) ist eine US-amerikanische Western-Familienserie, die vom 27. Oktober 1988 bis 10. Mai 1991 von CBS ausgestrahlt wurde. Die deutsche Ausstrahlung erfolgte ab dem 13. Oktober 1989 auf Sat.1. Die von David Jacobs und Robert Porter kreierte Serie zeigt die Abenteuer des fiktiven Revolverhelden Ethan Allen Cord, dessen Schwester ihre vier Kinder in seiner Obhut zurückließ, nachdem sie gestorben war.

## Handlung
Paradise spielt ab dem Jahr 1890. Der professionelle Revolverheld Ethan Allen Cord ist gezwungen, das Sorgerecht für die vier Kinder seiner Schwester Lucy, einer Sängerin aus St. Louis, zu übernehmen, weil sie im Sterben lag und nicht mehr in der Lage war, andere Vorkehrungen für die Kinderbetreuung zu treffen. Cord erkannte, dass sein Beruf für die Kindererziehung ungeeignet war und beschloss, sich zu ändern, indem er eine Farm von Amelia Lawson mietete, der auch die örtliche Bank in der kleinen Stadt Paradise in Kalifornien gehörte. Cord versuchte, ein friedliches Leben zu führen, wurde jedoch ständig von seiner gewalttätigen Vergangenheit eingeholt und häufig von den Stadtbewohnern aufgefordert, sie vor der Gesetzlosigkeit zu verteidigen. Cord war eng mit John Taylor befreundet, einem Medizinmann der amerikanischen Ureinwohner, der ihm oft weise Ratschläge und Einblicke in die menschliche Natur gab. In der dritten Staffel verloben sich Cord und Amelia und sind damit beschäftigt, ein neues Haus zu bauen. Cord bemüht sich, eine offizielle Ernennung in das Amt des Marschalls der Stadt, das er bisher nur inoffiziell ausübt, zu erreichen.

## Hintergrund
Der englischsprachige Originaltitel Paradise bezieht sich auf die gleichnamige Stadt in Kalifornien, in der die Fernsehserie spielt.
In einer zweiteiligen Episode haben Gene Barry und Hugh O’Brian ihre berühmten Fernsehrollen der legendären Revolverhelden Bat Masterson und Wyatt Earp aus den 1950er Jahren erneut gespielt. Die spezielle zweiteilige Folge brachte die von Ratings herausgeforderte Serie kurzzeitig in die Top 10 der Nielsen Ratings. Robert Harland, der 1960 im Fernsehwestern Law of the Plainsman mitspielte, hatte  1988 seinen letzten Fernsehauftritt als Jack Kelly in der Folge  Alte Gewohnheiten  (The Holstered Gun) bei Paradise.
Nach dem Ende der zweiten Staffel machte die Show eine Pause, um einige Änderungen vorzunehmen. Sie kehrte im Januar 1991 für ihre verkürzte und letzte dritte Staffel zurück. Eine neue Eröffnungssequenz führte den neuen Namen der Serie, Guns of Paradise, ein, der die Zuschauer daran erinnern sollte, dass das Programm trotz seines Titels tatsächlich ein Western war.
Im Juni 1991 wurde die Serie trotz einer treuen Fangemeinde und Kritikerlob nach drei Staffeln wegen niedriger Einschaltquoten abgesetzt. Mitte der 1990er Jahre strahlte The Family Channel Paradise in Syndication aus. Am 25. April 2017 veröffentlichte Warner Bros. die erste Staffel von  Paradise in den USA auf DVD.

## Auszeichnungen
Das Titellied Paradise Theme von Jerrold Immel wurde 1989 mit einem Primetime Emmy ausgezeichnet. 1991 erhielt die Folge Sterbende Stadt (Dust in the Wind) den Western Writers of America’s Spur Award der Western Writers of America.